# Етнічна територія

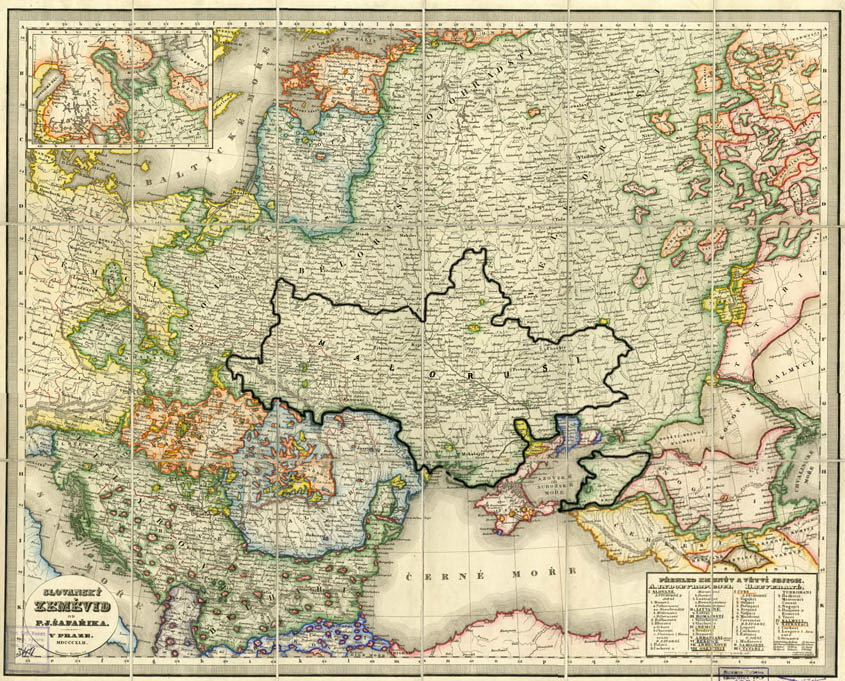
Етнографічна мапа «Слов'янські землі» укладена Павлом Шафариком у 1842 (з виділеним етнографічним ареалом малорусів).

Етні́чна терито́рія (етні́чні зе́млі, етнографі́чна терито́рія) — частина Землі, що характеризується певною однорідністю етнічного складу постійних її мешканців, і відрізняється цим від суміжних ділянок земної поверхні. Етнічна територія змінюється в часі та просторі.
Таке розуміння етнічної території дає змогу узгодити різні підходи, тлумачення і критерії виділення етнічних територій. Однорідність етнічного складу мешканців певної частини земної поверхні проявляється як однаковість (ідентичність), схожість, подібність етнічного складу людності поселень та їх сукупностей. Тобто етнічна однорідність певної території може проявлятися у кількісному переважанні людності, що належить до однієї етнічної спільноти, серед мешканців певної групи суміжних поселень, а також — у змішаності в певній пропорції мешканців, що належать до різних етнічних спільнот.

## Визначення (ідентифікація) етнічних територій за етнічними спільнотами
Заселену переважно певною етнічною спільнотою частину земної поверхні називають за етнічною назвою тієї спільноти. Територія, де переважають, наприклад, білоруси називається білоруською етнічною територією, або — етнічною територією білорусів; українці — українською етнічною територією, або — етнічною територією українців. Територія, що вирізняється змішанням двох чи багатьох етнічних спільнот, називається за назвами найчисельніших з них, у порядку спадання їхньої питомої ваги. Так, наприклад, Кримський півострів України сьогодні є російсько—українсько—кримськотатарською етнічною територією, або — етнічною територією росіян, українців і кримських татар. При цьому, корінними етнічними спільнотами на території Кримського півострова є кримські татари, караїми та кримчаки.

## Вживання інших термінів щодо етнічної території
У значенні «етнічна територія» вживають інші терміни, серед них такі: етнографічна територія, етнографічні землі, етнічні землі, територія основного проживання, територія розселення, область розселення, район розселення, національна територія. Проте не всі вони мають обґрунтовані визначення й тлумачення, а також певні критерії визначення на місцевості. Етнографічна територія може позначати всю територію етносу (тобто етнічну територію), а може — лише певної його етнографічної групи. Етнографічні землі, в залежності від контексту, позначають етнічні землі чи етнографічну територію (територію етнографічної групи). Національною територією можуть називати етнічну та державну території.
Територією розселення етносу називають всю територію, де постійно наявні його представники (безвідносно до їхньої абсолютної кількості чи питомої ваги серед іншої людності), а також — лише певне поширення етносу, виділене за історичними чи етногеографічними ознаками (дисперсно розселену частину зазвичай не враховують). Територія розселення може позначатися на карті як етнічна територія, а може характеризуватися в тексті лише загально, відносно країн, рельєфу, ландшафту тощо. Територія розселення вживається щодо територій етнічних спільнот різного ієрархічного рівня, а також до релігійних, мовних та інших спільнот. Приклади: 1) територія розселення слов'ян, 2) територія розселення шиїтів, 3) територія розселення англомовних українців, територія розселення середньоазійських росіян, 4) територія розселення полян, 5) територія розселення людності центральноукраїнського антропологічного типу.

## Розвиток етнічної території
При з‘ясуванні етнічної будови людності поселень певної території та визначенні її належності до етнічної території певного етносу обов'язково зважають на час, коли вона набула саме такого стану, а також на обставини, за яких це сталося. Оскільки форма, площа та інші якості етнічної території (природні, антропогенні, соціальні) є змінними і залежать від комплексу чинників різної природи, доцільно розглядати ці зміни як розвиток етнічної території. У давні часи розвиток етнічних територій великою мірою залежав від змін довкілля. Одним з головних чинників розвитку етнічної території є здатність етнічної спільноти захищати власну етнічну територію від зовнішніх загроз та здійснювати експансію (мирну колонізацію чи завоювання).

## Вивчення етнічних територій
Вже найдавніші описи різних частин Землі містили інформацію про те, де, на яких землях мешкає певне плем'я чи народ, тобто — містили елементарну етногеографічну інформацію. Етногеографічні знання накопичувалися і розвивалися у загальних країнознавчих описах, у працях історичного й географічного спрямування (зокрема — картографічних). Великої актуальності вивчення етнічних територій набуло в часи національно-визвольної боротьби поневолених народів і розпаду імперій. Вивчення етнічних територій має одним з пріоритетів етнічна географія.

## Розмежування етнічних територій

##### Розмежування етнічних територій суміжних народів
Найчастіше головним критерієм виділення певної етнічної території є частка найчисельнішого етносу серед людності поселень конкретної території. Зазвичай, якщо вона становить абсолютну чи навіть відносну більшість, тоді ці поселення вважають належними до етнічної території найчисельнішого етносу. Між групами поселень, в яких переважають 2 різні етнічні групи, проводять етнічну межу.

##### Розмежування одноетнічних та змішаних етнічних територій
Поселення, в яких жодна етнічна спільнота не становить більшості, зустрічаються надзвичайно рідко. Але існують чималі за розміром території, на яких чисельна перевага одного етносу над іншим, або рештою людності є незначною. Такі території вважають етнічно змішаними (мішаними) і називають змішаними етнічними територіями. До них найчастіше відносять ті місцевості, де найчисельніша етнічна група становить менше половини, або не більше 60 % усієї людності.
Але змішані етнічні території (змішані етнічні райони, райони етнічного змішання) виокремлюють і в межах етнічної території певного етносу. Коли найчисельніша етнічна група становить у певній групі поселень 60—80 %, тоді безумовно немає підстав не вважати її належною до етнічної території цієї групи.
Етнічний склад мешканців великих міст, міських агломерацій, мегалополісів (мегаполісів) різноманітніший і перемішаніший, ніж етнічний склад мешканців навколишніх територій. Тому в кожному конкретному випадку зважають на історичні чинники, на сучасні тенденції зміни етнічної структури людності міста та навколишньої території тощо. Зазвичай у сучасній Європі міста не мають такої великої відмінності від прилеглих територій в етнічній структурі населення, щоб їх не вважати належними одночасно до однієї етнічної території.

##### Розмежування етнічних територій та незаселених
Несприятливі для життя людини території земної поверхні залишаються незаселеними. Такі території мають велику частку серед заполярних земель, досить значні в пустельних та високогірних районах Землі. Між такими територіями та заселеними певними етнічними спільнотами також визначають межу.

## Порівняння етнічних територій
Для порівняння етнічної змішаності територій обчислюють індекс їхньої етнічної мозаїчності. Зазвичай це роблять не по однорідних за етнічним складом людності територіях, а по адміністративно-територіальних одиницях, що охоплюють різні етнічні території й етнічні анклави. Причина у тому, що статистичні дані щодо розподілу людності за етнічною належністю подаються по поселеннях (не завжди) та по адміністративно-територіальних одиницях. У такому випадку цей показник не характеризує рівня змішаності однорідної за етнічним складом мешканців території.
Порівняння етнічних територій здійснюють за різними критеріями, що всебічно характеризують їхній стан і розвиток, це дозволяє виявити комплекс спільного (подібного) й відмінного між різними етнічними територіями.

## Значення етнічної території для відтворення етнічної спільноти
Етнічна територія необхідна для формування етнічної спільноти та для забезпечення її повноцінного сталого відтворення. Етнічна територія — це не лише поверхня суходолу, а й усе навколишнє природне середовище з його ландшафтами, кліматом, наявними в надрах корисними копалинами, а також розташовані на цій території культурні та цивілізаційні надбання етносу, створені руками попередніх поколінь — виробничі споруди, транспортні комунікації, наукові установи, соціальна інфраструктура тощо.

## Зв'язок між етнічними територіями та територіями держав
Між етнічними та державними територіями існує міцний взаємозв'язок. Етнічні території стали (особливо у XX ст.) чи не найважливішим чинником сучасного державно-політичного розподілу земної поверхні, оскільки етнічні спільноти є дієвими суб'єктами політики й міжнародного права.

## Районування етнічної території
За значенням в етногенезі та в етнічній історії народу окремі частини етнічної території відрізняються між собою, створюючи ядро етнічної території та периферійні чи покутні райони. В межах однієї етнічної території за різними ознаками виділяють також етнографічні та історично-етнографічні (історико-етнографічні) райони, райони етнічної сепарації, контактні зони, райони мовної асиміляції, райони етнічної консолідації, одноетнічні райони, території переселення, старі й нові етнічні території тощо.